# نورا توومی
نورا توومی (متولد ۳۱ اکتبر ۱۹۷۱) یک انیماتور، کارگردان، فیلمنامه‌نویس، تهیه‌کننده و صداپیشه ایرلندی است. او از مؤسسین کارتون سالون، یک استودیوی انیمیشن مستقر در شهر کیلکنی ایرلند است. شهرت او بیشتر به خاطر کارگردانی انیمیشن‌های راز کلز و نان آور است. کار او در هر دو فیلم نامزد دریافت جایزه اسکار برای بهترین فیلم بلند انیمیشن شده است.